# Płyta szetlandzka

Płyta Scotia zaznaczona na zielononiebiesko

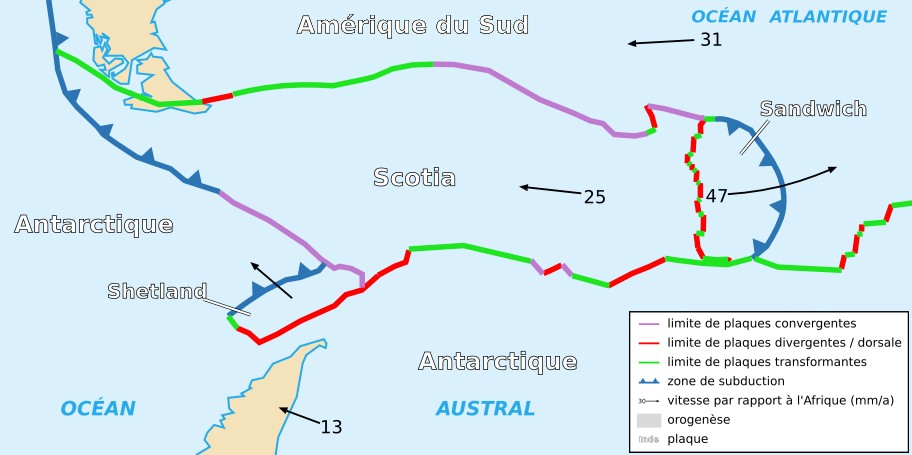
Płyta Scotia i płyta szetlandzka

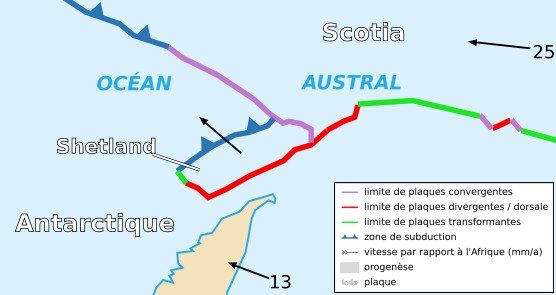
Płyta szetlandzka

Płyta szetlandzka (ang. Shetland Plate) − niewielka płyta tektoniczna, położona między Ameryką Południową a Antarktydą.
Płyta antarktyczna otacza ją z trzech stron: od północnego zachodu, południowego zachodu i południowego wschodu. Od północnego wschodu graniczy z płytą Scotia.
Nazwa płyty pochodzi od pobliskiego archipelagu Szetlandów Południowych

## Zobacz
Płyta Scotia